# Varjúhájfélék
A varjúhájfélék (Crassulaceae) a kőtörőfű-virágúak (Saxifragales) rendjének egyik családja.

## Elterjedésük, élőhelyük
Az ausztrál és az antarktikus flórabirodalom kivételével az egész Földön elterjedtek – több fajukat már Ausztráliába is betelepítették. A család legtöbb faja pozsgás – ezeket többnyire száraz éghajlaton találhatjuk; a legtöbbet Dél-Afrikában, Mexikóban és a Földközi-tenger térségében.

## Megjelenésük, felépítésük
Lágyszárúak vagy félcserjék. A fajok elsöprő többsége levélszukkulens pozsgás; a köldökfű (Cotyledon) nemzetségben a szár is húsos. Változatos alakú leveleik gyakran átellenesek, vagy levélrózsában állnak a száron, netán tőrózsában nőnek. Virágukban a csészelevelek, szirmok, a két körben lévő porzók és a termőlevelek száma megegyezik. Kétivarú, aktinomorf, rendszerint apró, bogvirágzatokban nyíló virágaik tengelye gyakran tányérszerűen kiszélesedik. A termőlevelek alapja összenő. Néhány faj virágának a szirmai összenőttek – ilyenek a korallvirágformák. A termés makkocska, tüsző, tüszőcsokor, ritkábban tok.

## Életmódjuk, termőhelyük
Nagy elterjedési területük környezeti igénytelenségüknek és alkalmazkodó képességüknek köszönhető. Nemcsak a pozsgás növények hagyományos élőhelyein (a száraz szubtrópusokon és trópusokon) fordulnak elő, de a mérsékelt öv nagy részén, még az időlegesen fagyos területeken is. Meglepően vizes élőhelyeken is megélnek, de a sós talajt nem viselik el.
Különlegességük, hogy a család számos faja elevenszülő (vivipar) növény: ezek a levél szélén, illetve a hengeres levél csúcsán járulékos (adventív) rügyekből gyökeres hajtásokat növesztenek, és azokból, ha kedvező talajra hullanak, új növények fejlődnek.
A nehéz életkörülményekhez a róluk elnevezett CAM-anyagcserével („crassulacean acid metabolism”) alkalmazkodnak: a szén-dioxidot éjszaka, almasav formájában kötik meg, és ebből napközben, zárt gázcserenyílásokkal (sztómákkal) építik fel a szénhidrátokat.

## Felhasználásuk
A család számos pozsgás nemzetségét dísznövényként termesztik. Néhány faj gyógyhatású (Sempervivum tectorum – fali kövirózsa).

## Rendszertani helyzetük
A családot 3 alcsaládra bontják:
- hájvirágformák (Crassuloideae) Burnett (1835)
- korallvirágformák (Kalanchoideae)  A.Berger in Engl. & Prantl (1930)
- fáskövirózsa-formák (Sempervivoideae) Arn. (1832)

Korábban, különböző rendszerezések szerint 6, illetve akár 8 alcsalád is létezett, azonban a többséget bevonták a fenti elfogadott háromba. A család kladogramja (Thiede & Eggli, 2007) szerint először a hájvirágformák különültek el, és ezután vált szét egymástól a másik két alcsalád.